# Saint-Jérôme
Saint-Jérôme is een stad (ville) in Canada, in de provincie Québec met 62.684 inwoners (2005), waarvan 96 procent Franstalig is. Zij ligt ongeveer 40 kilometer ten noordwesten van Montréal. Het is de hoofdplaats van de administratieve regio Laurentides en een industriestadje aan de snelweg richting het wintersportgebied Mont Tremblant in het Laurentides-gebergte. De plaats is zetel van een rooms-katholiek bisschop.
Saint-Jérôme werd gesticht in 1830 en ontwikkelde zich door de inspanningen van pastoor Labelle, die trachtte de Laurentides te bevolken. In 2002 werd de gemeente Saint-Jérôme uitgebreid met de gemeenten Bellefeuille, Saint-Antoine, Lafontaine en Sainte-Anne-des-Lacs.
De kathedraal Saint-Jérôme is gebouwd in 1899.
De stad werd genoemd na Hiëronymus van Stridon. De Heilige Hiëronymus (° Stridon in Dalmatië, ca. 347 - † Bethlehem, 30 september 419/420?) is een van de vier grote kerkvaders van het Westen. Zijn feestdag is 30 september. In de christelijke iconografie wordt Hiëronymus wordt vaak afgebeeld met een leeuw.